# اليكس غرينوود
اليكس غرينوود (بالإنجليزية: Alex Greenwood)‏ (17 يونيو 1933 في المملكة المتحدة - 1 يناير 2006) هو لاعب كرة قدم بريطاني في مركز الدفاع. لعب مع تشيلسي وكريستال بالاس ونادي سكاربورو وFerryhill Athletic F.C. ‏ ودارلينجتون إف سى.